# Fernando Monje
Fernando Monje (Barcelona, 1993. március 7. –) spanyol autóversenyző, aki korábban megfordult a Túraautó-világbajnokságon is.

## ETCC 2012
Monje 2012-ben kezdett el túraautózni, amikor is a Tuenti Racing Team csapatában indult, egy dízel motoros Seat Leonnal az Európa-bajnokságon (ETCC-ben). Ez az év teljesen róla szólt, jobban mondva az autójáról, ami toronymagasan a vetélytársak technikája fölé emelkedett tempó tekintetében. A dízel Seat ugyanis sokkal erősebb volt, mint a többi S2000-es autó, így pedig a spanyol játszi könnyedséggel zsebelte be a bajnoki címet. Persze azért azt az autót is el kellett terelgetni, és többször is technikai problémák hátráltatták, de szépen állta a sarat, bár igaz nagyon senki nem tartotta nagyra tőle ezt a címet.

## WTCC 2012
Monje amellett, hogy sikert-sikerre hajszolt az Európa-bajnokságon, rajthoz állt a WTCC-ben is, azaz a világbajnoki mezőnyben. Első hétvégéjét hazai pályáján Valenciában futotta, ahová még az ETCC-ben használt dízel Leonnal nevezett, de abban a mezőnyben ez a technika már nem emelkedett ki. A fiatal spanyol számára ez a hétvége leginkább a tapasztalat szerzésről szólt és ennek megfelelően különösebb eredményt sem sikerült felmutatnia. Hétvégi mérlege: egy 21. és egy 18. hely volt.
Ezután inkább az ETCC-re koncentrált, ahol mint fentebb olvasható, megszerezte a bajnoki címet, és azzal a zsebében érkezett vissza a világbajnokságra Curitibában, a Brazil Nagydíjon. A spanyol pilóta ezúttal egy tapasztaltabb csapattársat kapott, a szintén nagyon fiatal Pepe Oriola személyében. Monje azonnal beindult és rögtön az 1. futamon pontot szerzett megelőzvén csapattársát és megszerezve ezzel első világbajnoki pontját. A következő versenyen Sonomában nem volt szerencsés mindkét futamon belekeveredett a rajt balesetbe és csúnyán összetörte a Seatot. Japánban és Kínában végig a közép mezőnyben csatázott, innen a legjobb eredménye egy 14. hely volt. Az évadzáró makaói fordulóra úgy érkezett meg, hogy mindenképpen be akarja fejezni a futamokat. Nos ez sikerült is neki, az óvatos versenyzés eredménye pedig egy újabb pontszerzés lett a 2. futamon, ahol is 10. lett. Monje első (csonka) szezonjában tehát 2 pontot gyűjtött, amivel a ponttáblázat 24. helyén zárt.

## WTCC 2013
A fiatal, mindig poénos kedvében lévő Monje 2013-ban már teljes szezont futott a WTCC-ben a Campos Racing színeiben, akárcsak eddig most is egy Seat Leonnal. Az ETCC tavalyi bajnoka nagy reményeket táplált ezen szezon felé, meg akarta mutatni, hogy a sok kritika ellenére igenis jó pilóta és van helye a legjobbak közt. A szezon első hétvégéje Monzában volt, ahol az időmérőn éppen lecsúszott a Q2-es szakaszról. A szakadó esőben Monje közel került a pontszerzéshez, de végül be kellett érnie egy 12. hellyel. A következő hétvége a szezon egyik csúcspontját jelentette a fiatal spanyol számára, hiszen a marokkói szűk, utcai pályán bejutott az időmérőn a top 12-be és ezt a sikert megfejelvén még a pole pozíciót is megszerezte a második, fordított rajtrácsos futamra. A bravúr abban rejlett, hogy ezt a körét is úgy futotta meg, hogy érintőre vette a falat, így a sérült felfüggesztéssel ment körbe a pályán. A vasárnapi 1. futamon szerencsétlen volt, 11.lett és egy hellyel maradt le a pontszerzésről, de a remény a jó szereplésre még hátra volt. Csakhogy nem úgy sikerült ahogy azt Monje szerette volna. A fiatal pilóta kissé elizgulta az első köröket, így nem tudott élni a lehetőséggel. Ugyan a rajtnál
szépen el jött és néhány kanyaron keresztül vezette is a versenyt, de aztán márka társa és tavalyi csapattársa Oriola megelőzte őt és ettől kissé szétesett fejben Monje. A Campos versenyzője ezután összeért Rob Huffal, akinek kitört ettől a futóműve és kiterelte a bukótérbe a spanyolt, aki emiatt vagy nyolc pozíciót esett vissza. A legrosszabb azonban ezután jött: Fernandot ugyanis annyira megviselte ez mentálisan, hogy figyelmetlenségében elvétett egy féktávot és nagy sebességgel beleszállt az előtte autózó James Thompson Ladájába. A brit pilóta ezután rendesen kioktatta a forrófejű és mentálisan szétesett Monjet. 
Ezután hosszú futamokon keresztül csak a középmezőnyben vergődött. A szerencse Suzukában érte utol, ahol végre megszerezte idei első pontját, amikor is a 10. helyen látta meg a kockás zászlót. A szezont már be sem fejezte, ugyanis a makaói nagydíjon el sem indult családi okokra hivatkozva. Miután nem álltak a háta mögött tehetős szponzorok, így Monje nem tudott szerezni magának TC1-es autót, így távozni kényszerült a WTCC-ből.

## TCR 2015
Ezek után leghamarabb 2015-ben, az újonnan indult TCR szériában láthattuk a spanyol srácot, ahol egy Opel Astrával versenyzett korábbi csapata, a Campos Racing színeiben. Monje Monzában, Salzburgbvan és Szingapúrban állt rajthoz az olasz versenyhétvégén pedig még a dobogó legalsóbb fokára is felállhatott.

## Eredményei

### Teljes Túraautó-világbajnokság eredménysorozata
| Év   | Csapat             | Autó                | 1   | 1   | 2   | 2   | 3   | 3   | 4   | 4   | 5   | 5   | 6   | 6   | 7   | 7   | 8   | 8   | 9   | 9   | 10  | 10  | 11  | 11  | 12  | 12  | Helyezés | Pont |
| 2012 | SUNRED Engineering | SUNRED SR León 1.6T | MON | MON | VAL | VAL | MAR | MAR | SVK | SVK | HUN | HUN | AUT | AUT | POR | POR | CUR | CUR | USA | USA | SUZ | SUZ | CHN | CHN | MAC | MAC | 24.      | 2    |
| ---- | ------------------ | ------------------- | --- | --- | --- | --- | --- | --- | --- | --- | --- | --- | --- | --- | --- | --- | --- | --- | --- | --- | --- | --- | --- | --- | --- | --- | -------- | ---- |
| 2012 | SUNRED Engineering | SUNRED SR León 1.6T |     |     | 21  | 18  |     |     |     |     |     |     |     |     |     |     |     |     |     |     |     |     |     |     |     |     | 24.      | 2    |
| 2012 | Tuenti Racing Team | SEAT León WTCC      |     |     |     |     |     |     |     |     |     |     |     |     | 10  | 14  | Ki  | Ki  | 14  | Ki  | Ki  | 16  | 14  | 10  |     |     | 24.      | 2    |
| 2013 | Campos Racing      | SEAT León WTCC      | MON | MON | MAR | MAR | SVK | SVK | HUN | HUN | AUT | AUT | RUS | RUS | POR | POR | ARG | ARG | USA | USA | SUZ | SUZ | CHN | CHN | MAC | MAC | 24.      | 1    |
| 2013 | Campos Racing      | SEAT León WTCC      | 12  | 15  | 11  | Ki  | 15  | 16  | 16  | 18  | Ki  | 17  | 15  | 18  | 15  | Ki  | 16  | 14  | 23  | 15  | 10  | 13  | 29  | 19  |     |     | 24.      | 1    |

### Teljes TCR nemzetközi sorozat eredménylistája
|  |  |  |  |  |  |  |  | 5 | 3 | Ni | Ni |  |  |  |  | 10 | 19† |  |  |  |  |